# Jüdischer Friedhof (Rhens)

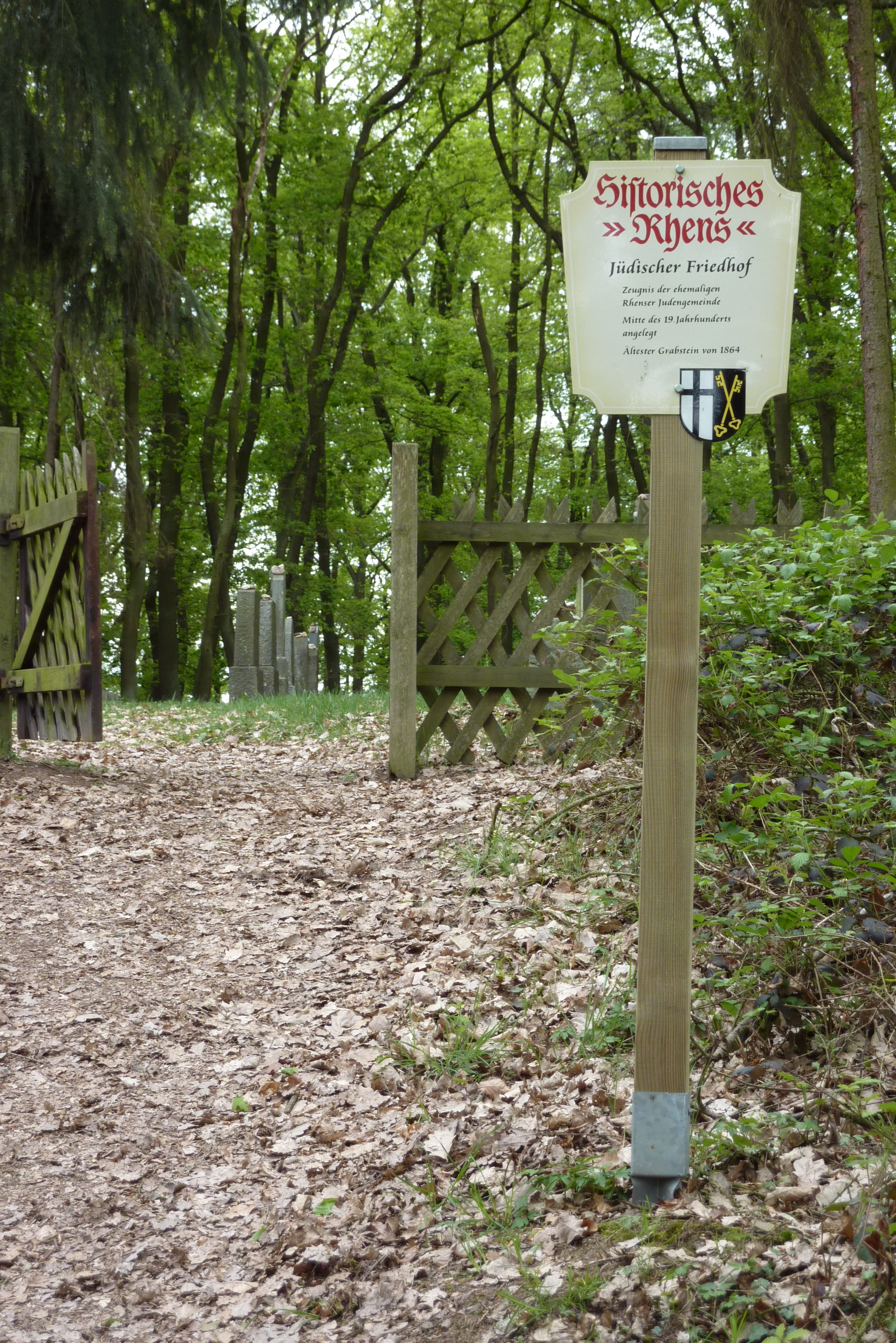
Informationstafel beim Eingang zum jüdischen Friedhof in Rhens

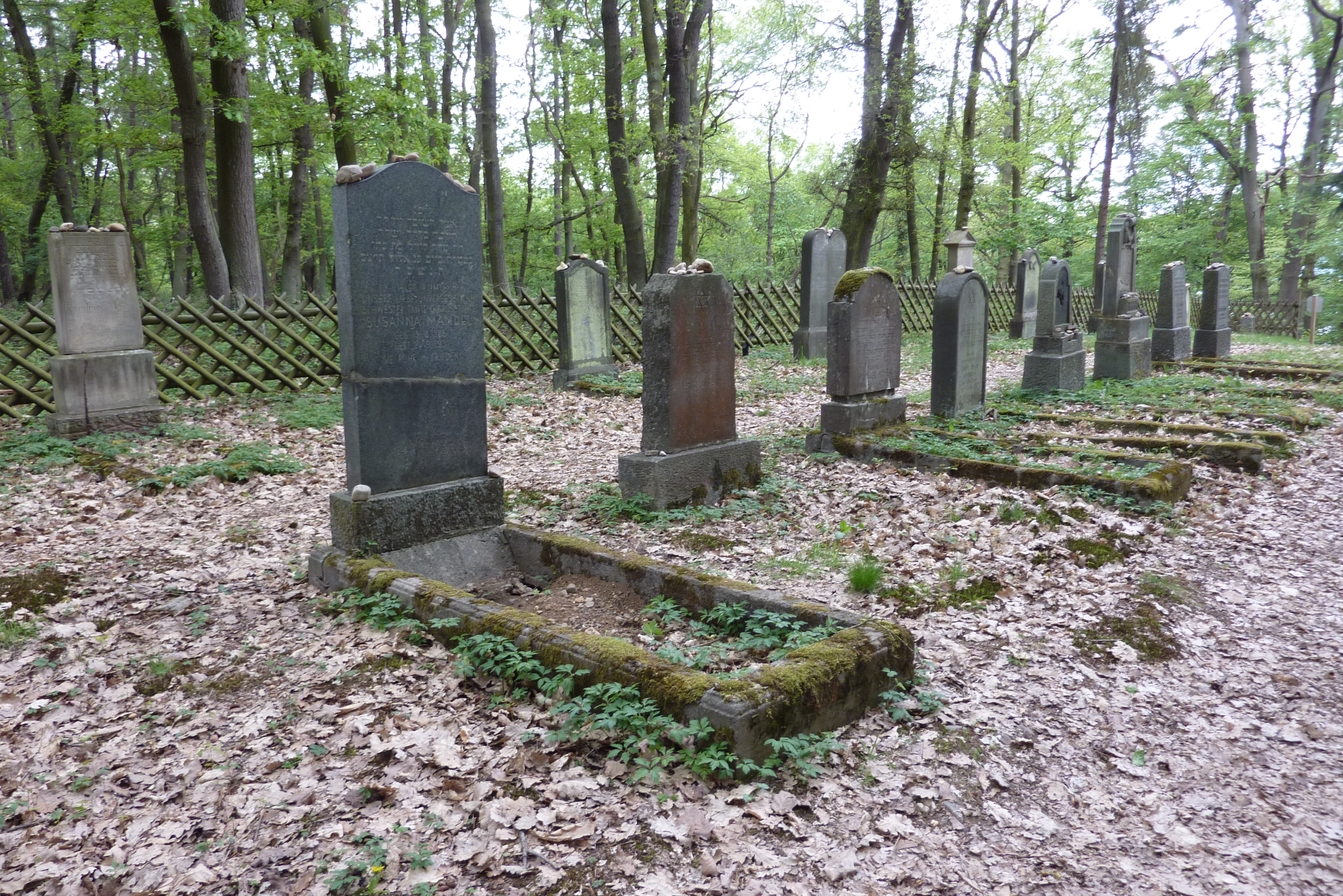
Jüdischer Friedhof in Rhens

Der Jüdische Friedhof Rhens ist ein jüdischer Friedhof in Rhens, einer Stadt im Landkreis Mayen-Koblenz in Rheinland-Pfalz. Der Friedhof ist ein geschütztes Kulturdenkmal und befindet sich Auf dem Lützelforst zwischen Rhens und Waldesch.

## Geschichte
Die jüdische Gemeinde Rhens legte ihren eigenen Friedhof in der Mitte des 19. Jahrhunderts an. Der älteste erhaltene Grabstein ist von 1864 (Abraham Mayer), der jüngste von 1932 (Susanne Mandel). Auf dem 51,58 Ar großen Friedhof befinden sich heute noch 34 Grabsteine.
In der Zeit des Nationalsozialismus wurde der Friedhof geschändet, ebenso 1947 und 1992. 